# CroCube
CroCube è il primo satellite della Croazia.
Il satellite, del tipo CubeSat, è stato costruito dalla compagnia ceca Spacemanic per conto dell'organizzazione non governativa croata Drustvo za Edukaciju Van Okrira (Società per l'Educazione fuori dagli schemi). CroCube è stato sviluppato principalmente per finalità educative, per promuovere in Croazia l'interesse degli studenti per le discipline STEM e i progetti spaziali e l'imprenditorialità nel settore scientifico e tecnologico. Il lancio è stato effettuato il 21 dicembre 2024 dalla Vandenberg Space Force Base con un razzo vettore Falcon 9. Crocube è stato progettato per riprendere immagini della superficie terrestre e fornire servizi ai radioamatori, pertanto è dotato di due telecamere per riprendere immagini della Croazia e un'attrezzature per le comunicazioni con i radioamatori.